# Primo de Alexandria
Primo de Alexandria (ou Abriamo) foi um patriarca de Alexandria. Seu patriarcado aconteceu entre 106 e 118, o ano de sua morte.
Assim como seu antecessor, Abílio, ele também foi batizado por São Marcos e tem ainda a distinção de ter sido um dos três presbíteros ordenados por ele, juntamente com Aniano e Abílio.